# Rania af Jordan
Rania al-Abdullah (arabisk: رانيا العبد الله, tr. Rāniyā al-ʻAbd Allāh; født Rania al Yassin, 31. august 1970 i Kuwait by) er dronning af Jordan som ægtefælle til kong kong Abdullah 2.

## Baggrund
Rania kommer fra en palæstinensisk familie og voksede op i Kuwait. Hun er uddannet i virksomhedsledelse ved American University in Cairo. 
Efter fuldført uddannelse arbejdede hun en tid for Citibank. Efterfølgende flyttede hun til Amman i Jordan, hvor hun blev ansat ved it-virksomheden Apple. Her traf hun sin fremtidige ægtefælle. Ægteskabet blev indgået i juni 1993.

## Dronning
Rania blev dronning, da hendes mand arvede tronen i 1999. Som dronning har hun fremmet kvinders og børns rettigheder og har taget til genmæle mod æresdrab. I 1995  etablerede hun Jordan River Foundation til støtte for vanskeligt stillede børn og fattige familier.
Hun blev i 2011 regnet blandt verdens 100 mest indflydelsesrige kvinder af tidsskriftet Forbes. Fra konservativt hold i Jordan er Rania blevet kritiseret for at have for megen magt.
I 2010 udgav hun børnebogen The Sandwich Swap.

## Børn
Kong  Abdullah og dronning Rania har fire børn:
- Kronprins Hussein, født 28. juni 1994
- Prinsesse Iman, født 27. september 1996
- Prinsesse Salma, født 26. september 2000
- Prins Hashem, født 30. januar 2005

## Udmærkelser
Rania har modtaget en række ordener. Hun er ridder af den svenske Serafimerordenen og i 2000 blev hun tildelt storkorset af St. Olavs Orden.